# Murah
Der Murah war eine ostindische Masseneinheit und galt als sogenanntes Reismaß in der britisch-ostindischen Präsidentschaft Bombay. Reis wurde vorwiegend als Sackware verkauft. Dieser Sack wog 76,2 Kilogramm und entsprach 6 Bombaymahnds.
- 1 Murah = 4 Candy = 25 Parahs = 500 Adowlies = 3750 Seers = 7500 Tipprees[2]
- 1 Murah = 863 ¾ Pfund Avoirdupois = 391,788 Kilogramm
- 1 Candy = 97,947 Kilogramm oder 881 Liter